# Gheorghe Pîrvan
Gheorghe Pîrvan (Voineşti, 29 de enero de 1976) es un deportista rumano que compitió en remo.
Ganó dos medallas en el Campeonato Mundial de Remo, en los años 1998 y 2001. Participó en los Juegos Olímpicos de Sídney 2000, ocupando el sexto lugar en la prueba de ocho con timonel.

## Palmarés internacional
| Campeonato Mundial | Campeonato Mundial | Campeonato Mundial | Campeonato Mundial |
| Año                | Lugar              | Medalla            | Prueba             |
| ------------------ | ------------------ | ------------------ | ------------------ |
| 1998               | Colonia (Alemania) | Medalla de bronce  | Ocho con timonel   |
| 2001               | Lucerna (Suiza)    | Medalla de oro     | Ocho con timonel   |